# Солоні поцілунки
«Солоні поцілунки» — повість української письменниці Ольги Купріян. Вперше вийшла 2016 року у видавництві «Академія».

## Сюжет
«Солоні поцілунки» — це історія чотирнадцятирічної дівчини Мілки (Людмила), життя якої змінюється за один день.

## Критика
|                 | Книга вчить: одному з найважливіших для дорослої людини вмінню — вмінню вчасно відпускати: вчорашніх друзів, недавніх коханих, важкі обставини, що минули. Завжди потрібно рухатись далі, оперуючи вже власним досвідом. |
| — Ігор Зарудко, | |

|                   | Це чудово, що в нашій літературі з’являється дедалі більше книжок не лише ДЛЯ, а й ПРО підлітків, про їхні думки й мрії, надії і бажання, написані щиро й відверто, легкою, зрозумілою мовою, без повчань і моралізаторства, таких, як «Солоні поцілунки» Ольги Купріян. |
| — Олена Даниліна, | |

## Відзнаки
- 2016: Спеціальна відзнака «Дебют року» за повість Солоні поцілунки рейтингу видань для дітей та підлітків «Рейтинг критика»  [Архівовано 26 березня 2019 у Wayback Machine.]